# Sarbisheh
Sarbīsheh (farsi, سربیشه) è il capoluogo dello shahrestān di Sarbisheh, circoscrizione Centrale, nella provincia del Khorasan meridionale. Aveva, nel 2006, una popolazione di 6.141 abitanti.